# Palo de Asta
Palo de Asta är en ort i Mexiko.   Den ligger i kommunen Mocorito och delstaten Sinaloa, i den västra delen av landet, 1 100 km nordväst om huvudstaden Mexico City. Palo de Asta ligger 134 meter över havet och antalet invånare är 159.
Terrängen runt Palo de Asta är platt åt sydväst, men åt nordost är den kuperad. Runt Palo de Asta är det ganska glesbefolkat, med 26 invånare per kvadratkilometer. Närmaste större samhälle är Mocorito, 18,8 km söder om Palo de Asta. I omgivningarna runt Palo de Asta växer huvudsakligen savannskog.